# Kościół Ewangelicko-Augsburski w Czerwionce-Leszczynach
Kościół Ewangelicko-Augsburski – ewangelicko-augsburski kościół parafialny należący do diecezji katowickiej. Znajduje się w Czerwionce, dzielnicy miasta Czerwionka-Leszczyny.
Świątynia znajduje się na terenie kopalni „Dębieńsko” i została zbudowana w 1926 roku w stylistyce klasycyzującej. Z wyglądu przypomina zaadaptowany na cele sakralne kopalniany budynek przemysłowy. 
W 1998 roku przeprowadzono kapitalny remont świątyni razem z przebudową jej wnętrza według projektu małżeństwa Wandy i Edwarda Kryjaków z Tych. Świątynia otrzymała nowe elementy wyposażenia takie jak: witraż symbolizujący Ducha Świętego (wykonany przez Dariusza Plintę z Mikołowa) oraz zabytkowy krzyż z 1858 roku, znajdujący się dawniej w pierwszym ołtarzu kościoła Zmartwychwstania Pańskiego w Katowicach, do którego nowa figurę Chrystusa została wyrzeźbiona przez Wojciecha Swobodę z Tych.